# Notions: Unlimited
Notions: Unlimited este o colecție de povestiri științifico-fantastice de Robert Sheckley din 1960. A fost publicată de Bantam Books.
Conține povestirile (apărute inițial în revistele trecute între paranteze):
1. "Gray Flannel Armor" (Galaxy 1957/11)
2. "The Leech" (Galaxy 1952/12)
3. "Watchbird" (Galaxy 1953/2)
4. "A Wind Is Rising" (Galaxy 1957/7)
5. "Morning After" (Galaxy 1957/11)
6. "The Native Problem" (Galaxy 1956/12)
7. "Feeding Time" (Fantasy Fiction 1953/2)
8. "Paradise II" (Time to Come, colecție editată de August Derleth, 1954)
9. "Double Indemnity" (Galaxy 1957/10)
10. "Holdout" (F&SF 1957/12)
11. "Dawn Invader" (F&SF 1957/3)
12. "The Language of Love" (Galaxy 1957/5)

## Legături externe
- en  Istoria publicării lucrării Notions: Unlimited la Internet Speculative Fiction Database